# Kvívíksskoranøva
Kvívíksskoranøva è una montagna alta 263 metri sul mare situata sull'isola di Vágar, nell'arcipelago delle Isole Fær Øer, in Danimarca.